# Lymeon striatus
Lymeon striatus là một loài tò vò trong họ Ichneumonidae.